# Leader Automobile & Engine
Leader Automobile & Engine Co. war ein kanadischer Hersteller von Automobilen.

## Unternehmensgeschichte
Das Unternehmen aus Toronto stellte im Jahre 1901 Automobile her. Der Markenname lautete Leader.